# 蒙特迪马洛
蒙特迪马洛（義大利語：Monte di Malo），是意大利威尼托大区维琴察省的一个市镇。总面积23平方公里，人口2881人，人口密度125.3人/平方公里（2009年）。国家统计（ISTAT）代码为024063。